# Fluorcafita
La fluorcafita és un mineral de la classe dels fosfats, que pertany al grup de la belovita. Rep el nom pels seus elements constitutius: fluor, calci i fòsfor.

## Característiques
La fluorcafita és un fosfat de fórmula química SrCaCa₃(PO₄)₃F. Va ser aprovada com a espècie vàlida per l'Associació Mineralògica Internacional l'any 1996. Cristal·litza en el sistema hexagonal. La seva duresa a l'escala de Mohs és 5.
Segons la classificació de Nickel-Strunz pertany a «08.BN - Fosfats, etc. amb anions addicionals, sense H₂O, només amb cations de mida gran, (OH, etc.):RO₄ = 0,33:1» juntament amb els següents minerals: aradita, magganasita, fluorpiromorfita, fluorsigaiïta, fluoralforsita, alforsita, belovita-(Ce), clorapatita, mimetita-M, johnbaumita-M, fluorapatita, hedifana, hidroxilapatita, johnbaumita, mimetita, morelandita, piromorfita, fluorstrofita, svabita, turneaureïta, vanadinita, belovita-(La), deloneïta, kuannersuïta-(Ce), hidroxilapatita-M, fosfohedifana, hidroxilpiromorfita, estronadelfita, fluorfosfohedifana, carlgieseckeïta-(Nd), vanackerita, miyahisaïta, pieczkaïta, hidroxilhedifana, pliniusita, parafiniukita, arctita, krügerita i goryainovita.

## Formació i jaciments
Va ser descoberta a la mina Koaixva, al mont del mateix nom dins el massís de Khibini, a l'óblast de Múrmansk (Rússia). Dins el mateix massís també ha estat descrita als monts N'orkpakhk, Ristxorr, Karnasurt i Selsurt. A fora de Rússia també se n'ha trobat a la glacera Dara-i-Pioz, al Tadjikistan.